# ماهی‌دروایان
به تخم و کرمینهٔ شناور ماهی که زندگی دروایی (معلق در آب) دارد، ماهی‌دَروایان (انگلیسی: Ichthyoplankton) گفته می‌شود.
بررسی مراحل لاروی یا شناوری ماهیان دارای کاربرد گسترده‌ای در علوم مختلف شیلاتی و دریایی است.
ماهی پس از خروج از تخم، وارد دوره لاروی شده که در این مرحله براساس روند رشد و تکامل لاروی به مراحل پیش‌خمیدگی، خمیدگی Flexion و پس‌خمیدگی تقسیم می‌شود. البته موارد استثناء نیز در نیم‌منقارماهیان و منقارماهیان وجود دارد که لارو خارج شده از تخم، در مرحله پس‌خمیدگی قرار داشته و کیسه زرده را هم با خود به همراه دارد. در اکثر موارد و حتی در خانواده‌هایی که کفزی می‌باشند، این مراحل در حالت شناوری (پلاژیک) طی شده و لارو دارای خصوصیاتی از قبیل: خارهای ناحیه سری، در ابتدای باله‌های پشتی و لگنی و مخرجی و رنگدانه‌های پراکنده در ناحیه سر، گوارش ¸ پشتی وشکمی بدن و …، زوائد و شعاع‌های در ناحیه سر، بدن حجیم، می‌باشد که به عنوان ویژگیهای شناوری محسوب شده و جهت شناوری، فرار از دشمن، مخفی شدن و دفاع و محافظت از نور بکار برده می‌شوند. این صفات با استقرار در محل اصلی زیست از بین می‌روند. این مراحل در بعضی از خانواده‌ها از قبیل کفشک‌ماهیان (تمام خانواده‌های کفشک‌ماهیان) با دگردیسی همراه است و طی آن جابجایی چشم و قرار گرفتن در طرف راست یا چپ بدن اتفاق می‌افتد همچنین در خصوص تعدادی از خانواده‌ها نظیر ساردین‌ماهیان، تون‌ماهیان هرگز مرحله بسترنشینی اتفاق نمی‌افتد. زیرا ماهیان مذکور تمامی مراحل زندگی خود را در حالت پلاژیک می‌گذارنند.